# Antoine de Poisieu
Antoine de Poisieu, mort le 28 octobre 1496, est un prélat français du XVe siècle. Il est issu de la branche de Poisieu, seigneur du Passage en Dauphiné.

## Biographie
Antoine est abbé de Saint-Pierre de Vienne, lorsque, par la protection du dauphin, Louis, il est élu
en 1453, à l'archevêché de la même ville. Ce prince lui donne les terres et châteaux de Revel en Viennois, d'Azieu et Genas, avec leurs dépendances. Antoine trouvant son église divisée, il faut que le pape Calixte III envoie à Vienne le cardinal Alain de Coétivy, son légat en France, pour remettre les choses dans l'ordre.
Antoine de Poisieu part pour l'Italie en  1465, en qualité d'ambassadeur du roi Louis XI, auprès du duc de Milan. Il se démet de son archevêché en 1473 en faveur de son neveu Guy de Poisieu, et se retire dans son abbaye de Saint-Pierre, dans l'église  de laquelle il avait fait élever une chapelle qu'il dédie à Notre-Dame et orne de deux grandes images d'argent, l'une représentant la sainte Vierge, l'autre saint-Pierre.
Louis XI le nomme abbé de Saint-Jean en Vallée en 1479, mais il renonce en 1481. Cependant, peu de temps après la mort de Jean d'Igni en 1483, il lui succède comme abbé de Saint-Jean en Vallée. 